# Keelung (rivière)
La Keelung (chinois traditionnel : 基隆河 ; pinyin : Jīlóng Hé) est une rivière qui coule dans le nord de Taïwan. Elle naît dans la montagne Huo Shou Liao et traverse la ville de Nouveau Taipei. C'est un affluent important de la Tamsui qu'elle rejoint après avoir atteint Taipei.

## Évènements
Le 4 février 2015, le vol TransAsia Airways 235, un ATR 72 opéré par TransAsia Airways, s'écrase dans la rivière moins de quatre minutes après son décollage avec à son bord cinquante-trois passagers et cinq membres d'équipage, occasionnant de nombreux morts.